# Indicateur d'écrou de roue desserré
 (juillet 2022).

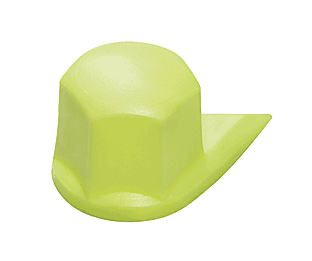
Un indicateur d'écrou de roue desserré en plastique jaune.

Un indicateur d'écrou de roue desserré est une pièce faisant corps avec la tête d'un écrou et dont tout changement d'alignement indique une dégradation du serrage initial, donc un risque de désolidarisation de la roue.
Un type courant d'indicateurs sont de petites coiffes pointues latéralement, généralement en plastique orange, rouge ou jaune fluorescent, qui sont fixées aux écrous des roues des gros véhicules (camions, autocar, bus, etc.).
Avec les progrès des systèmes anti-blocage des roues (ABS), une détection électronique est aussi possible par l'analyse des vibrations. Ce système est notamment utilisé sur les voitures.

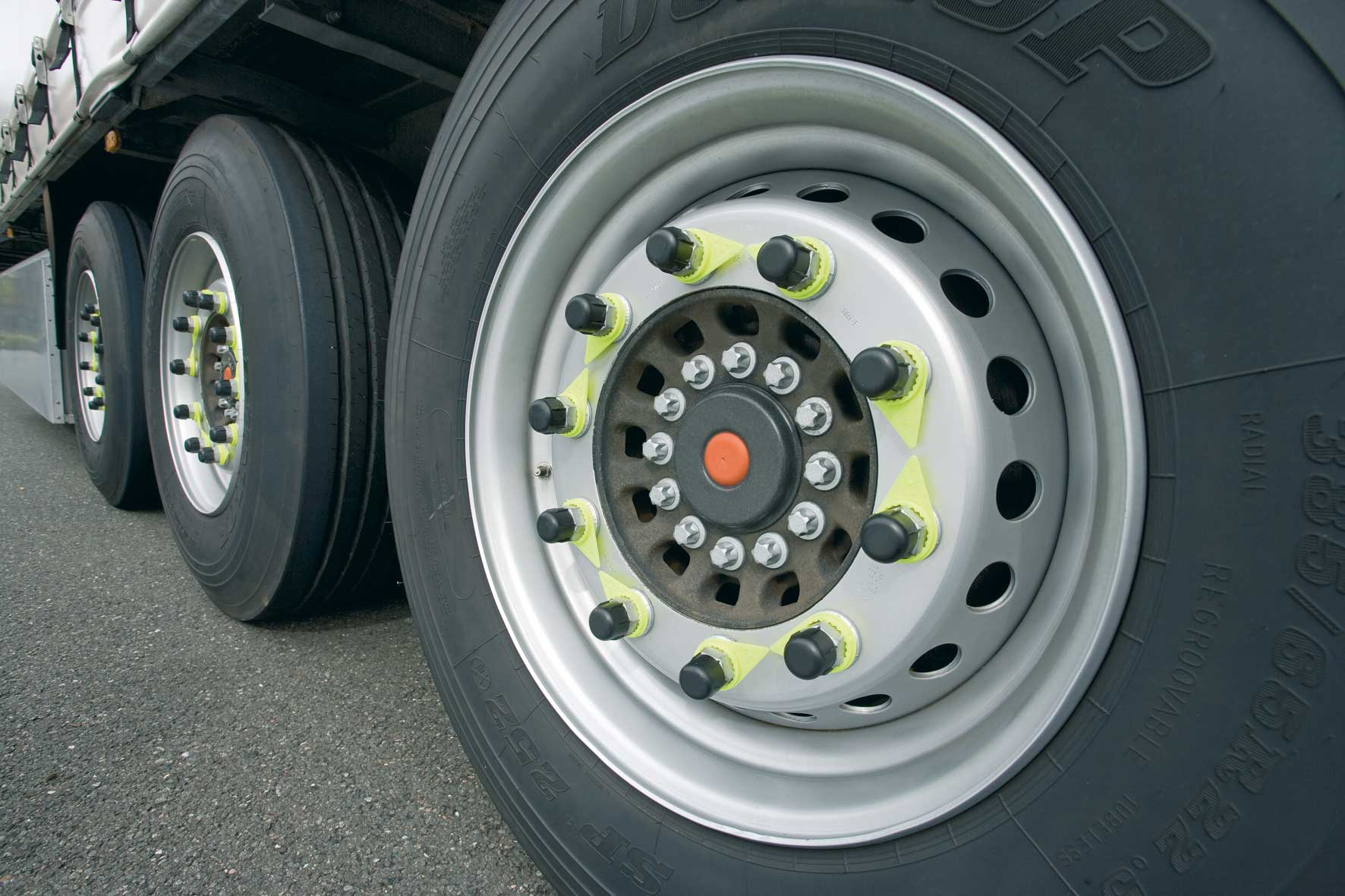
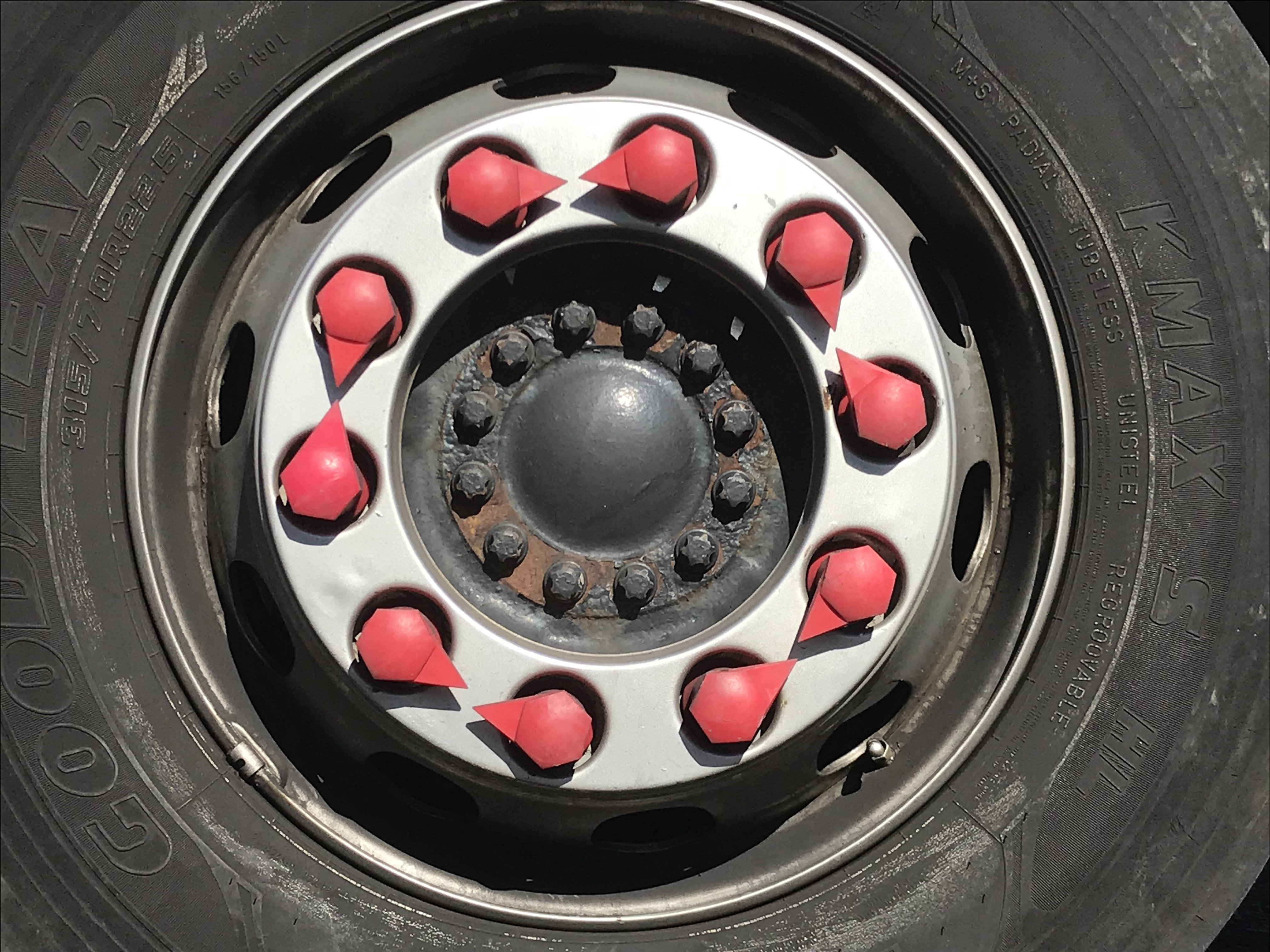
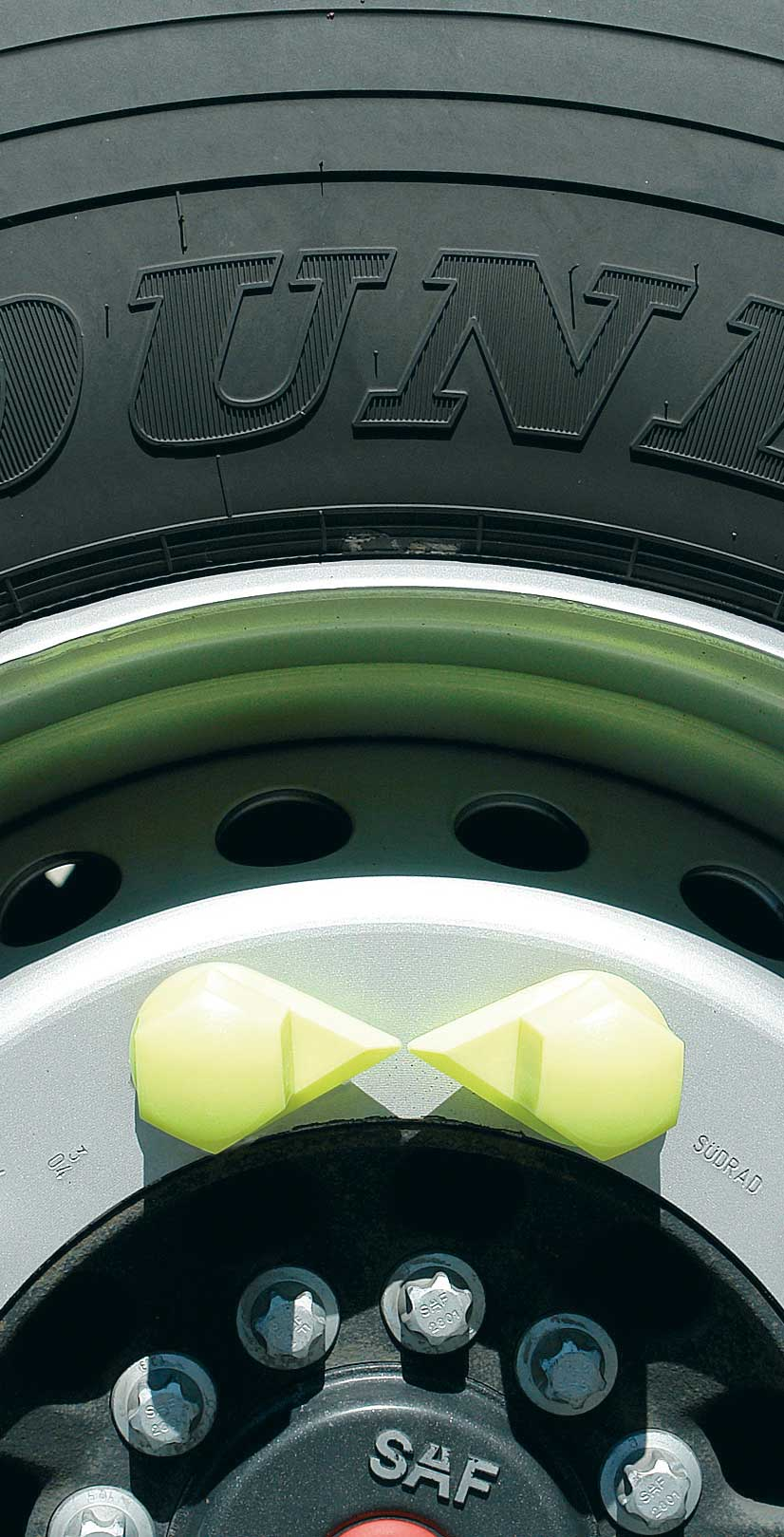
Serré.
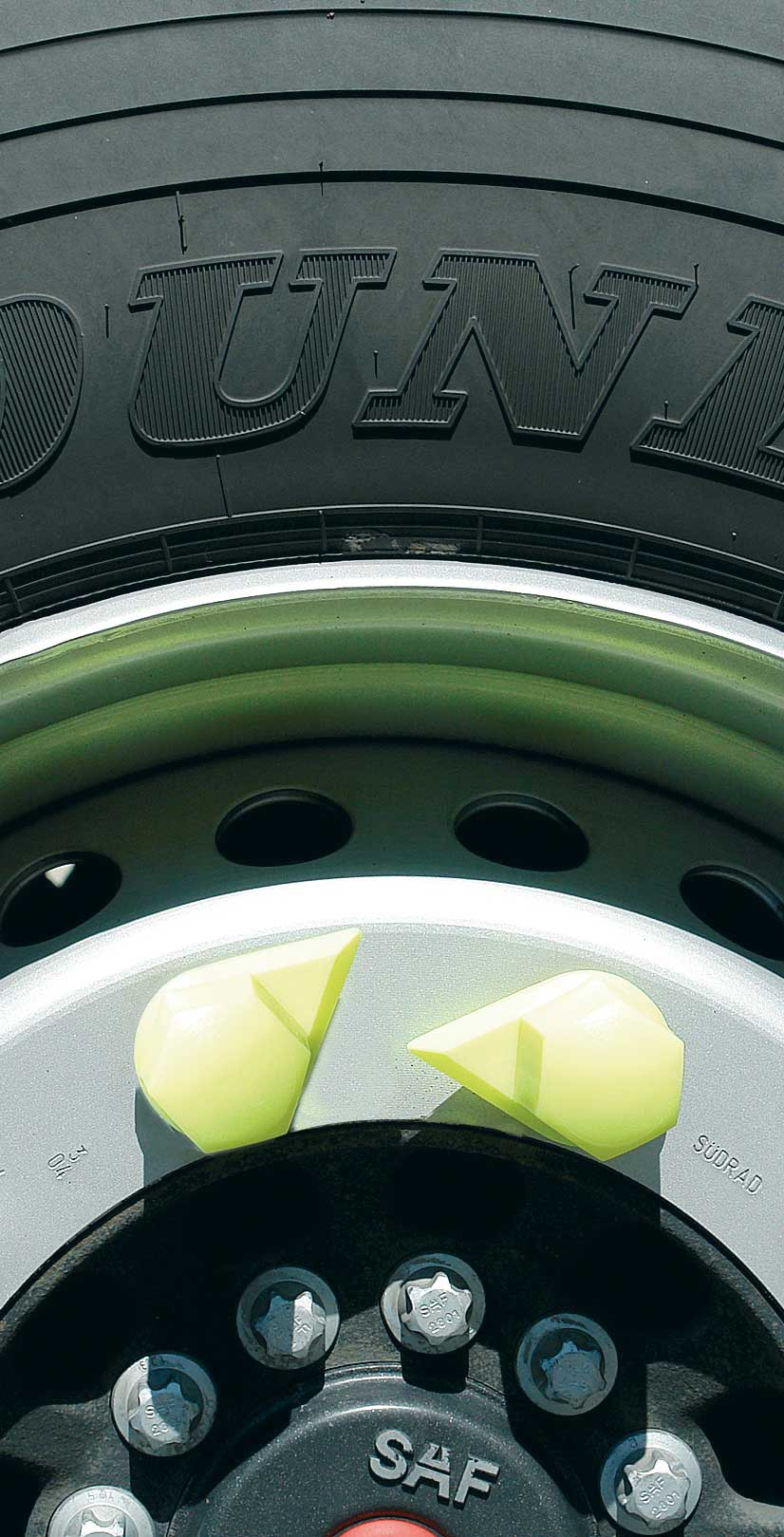
Desserré.